# 李登瀛 (1914年)
李登瀛（1914年—1996年），男，汉族，陕西神木人。中华人民共和国政治人物。

## 生平
早年担任中国工农红军红二十六军经理处处长等。1939年，任中共右山怀县委书记、朔县县委书记，后改任晋察冀边区五地委书记兼军分区政委。
1954年，任中共中央农村工作部副秘书长、国务院农村办公室副主任等。1960年，任中共中央西北局委员。1977年，任陕西省革委会副主任。
1978年，担任中共甘肃省委书记。1979年，兼任甘肃省人大常委会副主任。1981年，任中共甘肃省委书记、甘肃省人民政府省长。1983年，担任第六届甘肃省人大常委会主任。1987年，任中顾委委员。